# 3番線/水平線
「3番線/水平線」（さんばんせん/すいへいせん）は、ゆず通算17枚目のシングル。2003年2月19日にセーニャ・アンド・カンパニーから発売された。

## 概要
4週連続リリースの3週目の曲。
4枚の中で唯一両曲A面だが、値段は同じ500円である。
10万枚完全枚数限定盤だが、累計売り上げがそれに達していない。

## 収録曲
1. 3番線 (1:42)
  - 作詞・作曲:岩沢厚治
  - 「3番線」は、ゆずがシングルで出した曲では最も短い曲である。
  - 2002年の冬至の日ライブで発表されたが、北川が途中で歌詞を忘れてしまった。
  - ミュージック・ビデオはGROOVISIONS（デザイン集団）によって手がけられている。『録歌選 菫』（2003年5月21日）収録。
2. 水平線 (2:52)
  - 作詞・作曲:岩沢厚治
  - 現在のところこの4週連続シングルに収録された楽曲においてシークレットトラックを除き唯一一度もアルバム収録されていない楽曲。

## 収録作品
- 3番線
  - すみれ
  - Going 2001-2005
- 水平線
※アルバム未収録

## 関連人物
- 寺岡呼人